# Martín Zúñiga
Martín Zúñiga (Tampico, 6 de agosto de 1970) é um ex-futebolista mexicano que atuava como goleiro.

## Carreira
Martín Zúñiga integrou a Seleção Mexicana de Futebol na Copa América de 1997.